# Wanted: A Coward
Wanted: A Coward est un film américain réalisé par Roy Clements, sorti en 1927.

## Fiche technique
- Titre : Wanted: A Coward
- Réalisateur : Roy Clements
- Scénario : Vincent Starrett
- Producteur : Roy Clements
- Société de production : Banner Productions
- Durée : 60 minutes
- Film en noir et blanc
- Film muet
- Genre : Comédie, drame
- Dates de sortie :
  - États-Unis : 15 février 1927
  - Royaume-Uni : 30 avril 1928

## Distribution
- Lillian Rich : Isabell Purviance
- Robert Frazer : Rupert Garland
- Frank Brownlee : Adrian Purviance
- James Gordon : Bull Harper
- Frank Cooley : Bates
- Harry Northrup : Ortegas
- Fred O'Beck : Stamboff
- William Bertram : Slim Ellis